# Le Cargo des innocents
Pour plus de détails, voir Fiche technique et Distribution.
Le Cargo des innocents (Stand by for Action) est un film américain réalisé par Robert Z. Leonard, sorti en 1942.

## Synopsis
Pendant la Bataille du Pacifique, deux officiers de l'US Navy reçoivent le commandement d’un vieux destroyer datant de la Première Guerre mondiale. Ils sont affectés à l’escorte de défense des convois traversant les eaux du Pacifique Sud sous contrôles japonais.

## Fiche technique
- Titre original : Stand by for Action
- Titre français : Le Cargo des innocents
- Réalisation : Robert Z. Leonard
- Scénario : Laurence Kirk, Harvey S. Haislip, R.C. Sherriff, George Bruce, John L. Balderston et Herman J. Mankiewicz
- Photographie : Charles Rosher
- Musique : Lennie Hayton
- Société de production : Metro-Goldwyn-Mayer
- Pays d'origine :  États-Unis
- Format : Noir et blanc - 1,77:1 - Mono
- Genre : guerre
- Date de sortie : 1942

## Distribution
- Robert Taylor : Gregg Masterman
- Charles Laughton : Stephen Thomas
- Brian Donlevy : Martin J. Roberts
- Walter Brennan : Henry Johnson
- Marilyn Maxwell : Audrey Carr
- Henry O'Neill : Commodore Stone M. C.
- Marta Linden : Mary Collins
- Chill Wills : Jenks
- Douglass Dumbrille : Capitaine Ludlow
- Richard Quine : Lindsay
- William Tannen : Dudley
- Douglas Fowley : Martin
- Hobart Cavanaugh : Chips
- Richard Simmons : Lieutenant Royce
- Douglas Wood (non crédité) : Sénateur Masterman